# Kiefing
Kiefing ist ein Ortsteil der Großen Kreisstadt Erding im Landkreis Erding, Oberbayern.

## Lage
Die Einöde liegt rund vier Kilometer südöstlich von Erding.  

## Einwohner
1871 hatte der Ort 16 Einwohner. 1925 waren es 22 und 1950 wohnten hier 26 Personen.

## Gemeindezugehörigkeit
Kiefing gehörte zur Gemeinde Altenerding und wurde im Zuge der Gebietsreform in Bayern mit dieser am 1. Mai 1978 in die Stadt Erding eingegliedert.